# Las Palmas (Bolívar)
Las Palmas es un centro poblado del municipio San Jacinto, en el departamento de Bolívar, Colombia. Hace parte de la región de los Montes de María. Está situada en la llamada baja montaña montemariana a una distancia de 15 km de la cabecera municipal.
- El centro poblado Las Palmas está entre cerros, de donde se puede divisar el río Magdalena. Limita al occidente con la cabecera municipal, al oriente con el centro poblado Jesús de Bajogrande y el municipio Zambrano.

- Tiene una población de 200 habitantes, está ubicado a una altitud de 100 m s. n. m.

## Economía
La principal fuente económica y de producción es el tabaco, el maíz, la yuca y en pequeñas escalas la ganadería. Este corregimiento era el principal productor de tabaco que surtía los mercados del Carmen de Bolívar; en segundo lugar estaba la producción de maíz blanco que anualmente se producía unas 2000 toneladas año. Algunos productores lo vendía al IDEMA del Carmen de Bolívar, otros lo comercializaba para la ciudad de Medellin. El tabaco se producían unas 12.000 toneladas al año y están eran compradas por los intermediarios en el mismo territorial.

## Veredas
Forma parte las veredas de Catalanes, San Mateo, El Chorro.

## Historia
El 27 de septiembre de 1999 paramilitares del Bloque Norte de las Autodefensas Unidas de Colombia (AUC) llegaron hasta el centro poblado Las Palmas. En la plaza central reunieron a la población, incluidos niños, y asesinaron a cuatro campesinos reconocidos por toda la comunidad. Este asesinato masivo es conocido como la Masacre de Las Palmas.